# Tarsiger cyanurus
Il codazzurro (Tarsiger cyanurus (Pallas, 1773), è un uccello passeriforme della famiglia Muscicapidae, precedentemente classificato come un membro della famiglia Turdidae. È diffuso in Asia e Europa orientale.

## Descrizione

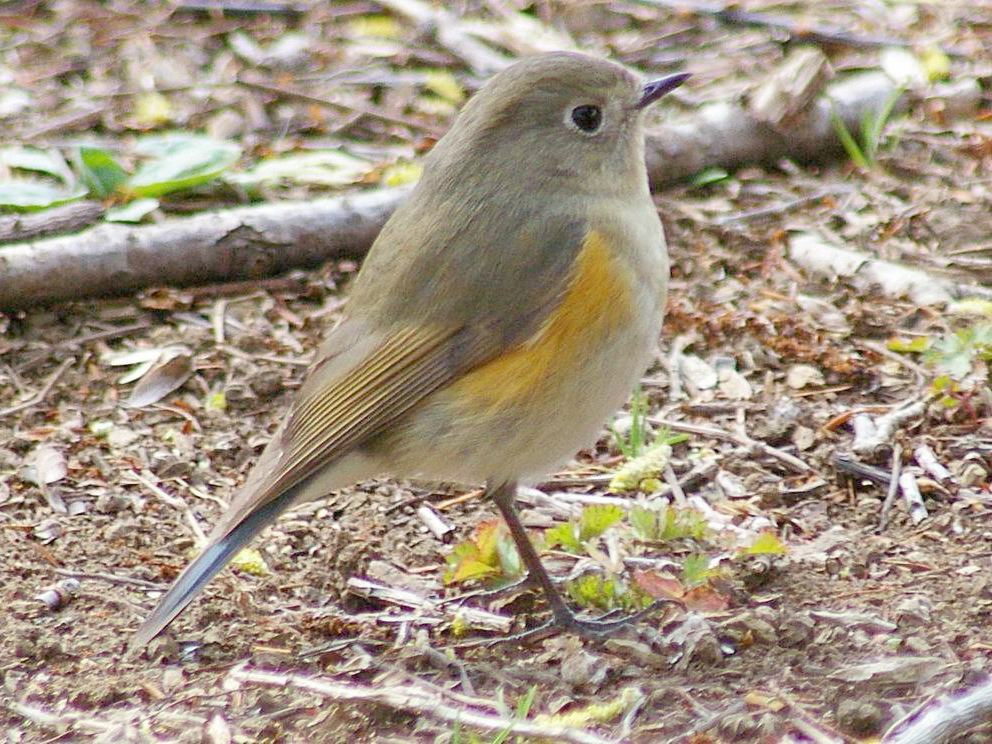
Femmina di codazzurro

Misura dai 13 ai 14 cm di lunghezza e pesa 10 a 18 g, è simile per dimensioni e peso al codirosso e leggermente più piccolo del pettirosso. 
Entrambi i sessi hanno la coda ed il codrione blu mentre i fianchi sono di colore arancione; la gola è bianca e le parti inferiori sono di colore bianco tendente al grigio, il becco e le gambe sono neri. Il maschio adulto ha, inoltre, le parti superiori di colore blu scuro. Le femmine e i maschi immaturi sono di colore marrone chiaro sopra, il codrione e la coda sono blu ed il petto è di colore scuro. 
Il nido è costruito in prossimità del suolo, con 3-5 uova incubate dalla femmina.

## Distribuzione e habitat
Si tratta di un uccello migratore i cui siti riproduttivi sono i boschi misti di conifere e sottobosco di Asia settentrionale ed Europa nordoccidentale, partendo da Kamchatka e Giappone meridionale ed arrivando fino alla Finlandia. Sverna principalmente nel Sud-Est asiatico, nel subcontinente indiano, sull'Himalaya, a Taiwan e nell'Indocina settentrionale. 
Il suo areale è in corso di espansione verso ovest, attraverso la Finlandia.
Sporadici avvistamenti sono avvenuti anche nella parte occidentale dell'America del Nord, soprattutto in Alaska.